# La Petite Mulâtresse
La Petite Mulâtresse (ou La Marocaine) est un tableau d'Henri Matisse.
Cette peinture à l'huile sur toile est exposée au musée de Grenoble.

## Histoire
Le tableau intègre les collections publiques en 1923 avec le legs Agutte-Sembat. Le conservateur du musée de Grenoble est Andry-Farcy de 1919 à 1949, qui développe les collections d'art moderne du musée.